# Vladimir Davidov

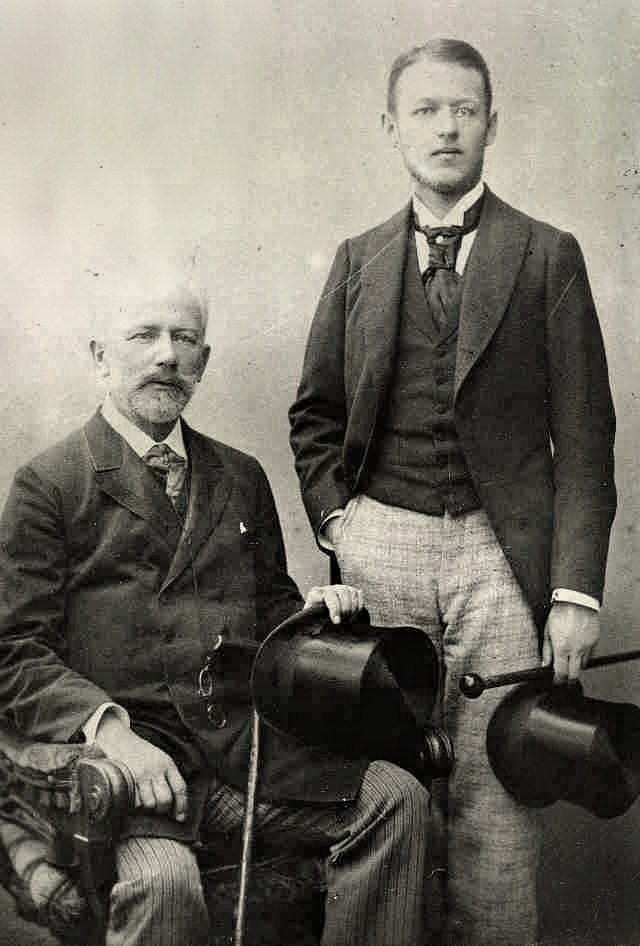
Davidov (à direita) com seu tio Piotr Ilitch Tchaikovski em 1892.

Vladimir Davidov (Kamianka, 28 de novembro de 1871 [10 de dezembro no calendário gregoriano] ― Klin, 14 de dezembro de 1906 [27 de dezembro no calendário gregoriano]) foi um militar russo do Regimento Preobrazhensky, sobrinho do compositor Piotr Ilitch Tchaikovski, que carinhosamente o chamava de Bob. Tchaivovski lhe dedicou sua última sinfonia, a Sinfonia nº 6, a "Pathétique". Davidov tornou-se confidente do compositor quando ele deixou de ser patrocinado por Nadejda von Mekk em 1890, e ajudou seu outro tio, Modest, a criar um museu em homenagem a Tchaikovski após sua morte em 1897. Embora um afeto íntimo os ligasse, ambos homossexuais, não há evidências nas correspondências ou em outras fontes de que a relação entre Tchaikovski e Davidov fosse outra que não a de um "amor platônico".

## Vida
Vladimir Davidov nasceu filho de Lev e Alexandra Davydov, irmã de Piotr Ilitch Tchaikovski. Desde os seus primeiros anos, Davidov mostrou aptidão para a música e o desenho, e era incentivado por seu tio. No entanto, depois de estudar na Escola Imperial de Jurisprudência em São Petersburgo, Bob decidiu seguir a carreira militar e ingressou no Regimento Preobrazhensky.
Renunciou à sua comissão como tenente em 1897 e mudou-se para Klin, onde ajudou Modest Tchaikovski, o irmão do compositor e seu outro tio, a criar um museu para homenagear a vida de Tchaikovski.
Propenso à depressão, Davidov passou a usar morfina e outras drogas antes de cometer suicídio em 1906, apenas aos 34 anos de idade. Está enterrado no Cemitério da cidade de Dem'ianovo.

## Relação com Tchaikovski
Após perder a ajuda de Nadejda von Mekk em 1890, Tchaikovski fez de Davidov seu confidente. O compositor considerou mudar-se de Klin para São Petersburgo nos anos finais de sua vida para estar mais perto de Davidov (um movimento potencial que causou certa angústia ao colega compositor Nikolai Rimsky-Korsakov). Tchaikovski escreveu a seu irmão Modest: "Vendo que a importância de Bob em minha vida está aumentando o tempo todo... Vê-lo, ouvi-lo e senti-lo perto de mim se tornará logo para mim, ao que parece, a condição primordial para a minha felicidade." Estão preservadas ainda hoje cartas importantes de Tchaikovski a Davidov relatando seu cotidiano e composições, bem como cartas amorosas. Davidov fez parte do grupo que permaneceu com Tchaikovski durante sua doença final. O compositor e tio nomeou Davidov em seu testamento como o herdeiro dos direitos autorais e royalties de suas obras musicais.

## Dedicatórias
Tchaikovski dedicou a Vladimir Davidov a sua última sinfonia, a Sexta, também chamada de Pathétique, e também suas peças para piano do álbum para crianças, Op. 39.